# The Trigger Effect
The Trigger Effect (br: O Efeito Dominó / pt: Efeitos na Escuridão) é um filme de suspense estadunidense de 1996 escrito e dirigido por David Koepp e estrelado por Kyle MacLachlan, Elisabeth Shue e Dermot Mulroney. O filme segue a espiral descendente da sociedade durante uma queda de energia generalizada e prolongada no sul da Califórnia. Como estreia na direção de Koepp, o filme foi inspirado na série documental de televisão Connections de 1978 e no episódio de 1960 "The Monsters Are Due on Maple Street" de The Twilight Zone, onde o tio de Koepp, o ator Claude Akins, estrelou.
The Trigger Effect explora a ideia de que uma simples queda de energia pode potencialmente desencadear uma cadeia de eventos desfavoráveis, o que implica que a sociedade moderna não pode viver pacificamente sem tecnologia. A maior parte do filme foi filmada em Los Angeles, onde Koepp vivia na época. O filme teve um desempenho ruim nas bilheterias e atraiu críticas mistas, alguns dos quais destacaram seu estilo surreal e envolvente, bem como as atuações dos atores principais. A crítica foi direcionada ao seu final seguro e previsível. Um romance baseado no filme e escrito por Dewey Gram foi lançado em setembro de 1996 pela Berkley Books.

## Sinopse
Annie e Matthew, um jovem casal, encontram sua filha bebê gritando com febre alta e dor de ouvido. Matthew liga para o médico, que promete dar uma receita ao farmacêutico no dia seguinte. Durante a noite, o bairro acorda devido a uma grande queda de energia. Quando Matthew visita o farmacêutico no dia seguinte, ele não consegue obter o medicamento necessário devido ao apagão. Matthew rouba o remédio quando o farmacêutico não está olhando. A agitação social segue devido ao apagão persistente, levando Matthew e o melhor amigo de sua esposa, Joe, a comprar uma espingarda.
Quando um intruso invade a casa do casal na noite seguinte, Matthew e Joe o perseguem do lado de fora, onde um vizinho atira no intruso. Os vizinhos conspiram para encobrir o fato de que o intruso falecido não estava armado. Conforme o apagão continua por dias em uma grande área, mais caos ocorre. Como resultado, o grupo decide fugir para a casa dos pais de Annie, a 530 milhas de distância. Eles não têm combustível suficiente para viajar todo o caminho, então eles param em um carro abandonado na esperança de sugar algum. Um homem, Gary, está deitado no banco de trás. Depois que Joe percebe que Gary tem uma arma, ele volta ao veículo para pegar sua própria espingarda. Joe mira a espingarda em Gary para assustá-lo, mas ele atira em Joe e rouba o veículo.
Matthew caminha uma hora até uma casa de fazenda para tentar obter ajuda para sua família. O ocupante, Raymond, se recusa a ajudá-lo inicialmente, pois não confia nele. Matthew recolhe a espingarda e volta para casa, na esperança de roubar o carro. Ele arromba para pegar as chaves do carro, e um impasse se inicia entre Raymond e ele. Quando a filha de Raymond entra na sala, Matthew retorna à civilidade, abaixando sua arma. Raymond concorda em ajudar Matthew, e logo depois Joe é colocado em uma ambulância. A sociedade volta ao normal quando a energia retorna, embora Annie, Matthew e seus vizinhos sejam um pouco diferentes de sua experiência.

## Elenco
- Kyle MacLachlan como Matthew
- Elisabeth Shue como Annie
- Dermot Mulroney como Joe
- Richard T. Jones como Raymond
- Bill Smitrovich como Steph, vizinho de Matthew e Annie
- Philip Bruns como Mr. Schaefer, vizinho de Matthew e Annie
- Michael Rooker como Gary
- Jack Noseworthy como Prowler
- Richard Schiff como caixeiro da loja de armas

## Produção
The Trigger Effect foi escrito e dirigido por David Koepp, que já trabalhou como roteirista em Mission: Impossible e Carlito's Way de Brian De Palma, Jurassic Park de Steven Spielberg. O filme foi inspirado na série documental de televisão Connections de 1978 e no episódio de 1960 "The Monsters Are Due on Maple Street" de The Twilight Zone, onde o tio de Koepp, o ator Claude Akins, estrelou. Koepp notou as semelhanças entre eles, afirmando que "Quando os avanços tecnológicos desaparecem, o verniz da civilização também é removido e eles são capazes de comportamentos inadequados". Foram necessários 12 rascunhos para ajustar o roteiro. O filme foi produzido pela Amblin Entertainment por US$8 milhões, um custo considerado alto para um filme independente e baixo para um filme de estúdio. De acordo com Koepp, conseguir a quantia necessária de dinheiro para fazer o filme foi desafiadora e envolveu muita conversa e súplica.
A filmagem principal ocorreu de 31 de julho a 22 de setembro de 1995. A maior parte do filme foi filmada em Los Angeles, Califórnia, onde Koepp trabalhava na época. A usina nuclear que pode ser vista em uma paisagem distante quando os protagonistas estão em uma rodovia perto do final do filme é a Rancho Seco Nuclear Generating Station. Como sua estreia na direção, The Trigger Effect foi uma nova experiência para Koepp, que observou: Há menos imputação [sic], vindo de um cérebro. Tomar todas essas decisões sozinho pode ser uma chatice, você acaba tendo longas discussões de gritos consigo mesmo". O ator Kyle MacLachlan, que interpretou Matthew, originalmente queria interpretar Joe porque queria evitar um "protagonista juvenil", um papel com o qual ele se identificava fortemente. No entanto, ele gostou do roteiro desde o início e sentiu que interpretar um "cara de verdade" com emoções reais era "divertido" para ele, especialmente depois de interpretar papéis não convencionais em Twin Peaks e Showgirls.

## Temas
The Trigger Effect invoca a ideia de que um simples evento pode potencialmente levar a questões sociais, raciais e sexuais, implicando que os humanos não podem viver juntos pacificamente. O filme começa com uma cena em que dois coiotes seguem seus instintos animais e comem carne fresca, como se os humanos não fossem animais. MacLachlan disse que o filme mostra "quão rapidamente a humanidade cairia de volta para uma existência quase tribal" após uma simples queda de energia, enquanto o ator Dermot Mulroney observou que o filme aborda comportamentos inexplicáveis, porém realistas, entre os personagens, como a desconfiança entre pessoas negras e brancas e questões relativas aos níveis de educação ou realização pessoal. Da mesma forma, o editor da SplicedWire, Rob Blackwelder, interpretou-o como "um comentário sobre a sensação latente de perigo e falta de confiança que permeia a sociedade americana". O ressentimento é outro tema explorado, conforme refletido na cena em que Matthew diz a Joe que é mais natural para ele comprar uma espingarda. A personagem interpretada pela atriz Elisabeth Shue, Annie, liga e desliga os sentimentos por Matthew. Isso, segundo Shue, mostra que uma mulher casada e com uma vida confortável tem tantos desejos, necessidades e dores quanto uma sem-teto.

## Lançamento
The Trigger Effect estreou no Festival Internacional de Cinema de Seattle em 16 de maio de 1996. Em seguida, teve um amplo lançamento em 30 de agosto de 1996 em 524 cinemas, terminando em 12º e arrecadando US$1,9 milhões no fim de semana de bilheteria nos EUA. O fraco desempenho do filme foi comparado ao da comédia The Stupids, que estreou no mesmo fim de semana. No geral, o filme arrecadou US$3,6 milhões na América do Norte. Uma romantização, de autoria de Dewey Gram, foi lançada em setembro de 1996 pela Berkley Books. The Trigger Effect foi lançado em VHS em janeiro de 1997 e em DVD em julho de 1999.

### Recepção crítica
Após o lançamento, The Trigger Effect recebeu críticas mistas dos críticos. Escrevendo para Entertainment Weekly, a crítica de cinema Lisa Schwarzbaum descreveu The Trigger Effect como "um thriller robusto e eficiente", enquanto Marc Savlov, escrevendo para o The Austin Chronicle, destacou a capacidade de Koepp de aumentar gradualmente a tensão conforme o filme avança. O elenco foi geralmente elogiado, particularmente Shue, que Schwarzbaum destacou por reter parte de sua "efetiva languidez desorientada de Leaving Las Vegas". Mesmo assim, o crítico de cinema Richard von Busack sentiu que os personagens do filme "nunca realmente envolvem o espectador", apesar de suas performances proficientes.
O final foi criticado por ser seguro e previsível, especialmente quando comparado à narrativa mais arriscada anterior. Em sua crítica para a New York Magazine, David Denby elogiou a primeira metade do filme, afirmando que Koepp mostra um estilo hitchcockiano, onde a tensão é construída através de silêncios de cenas domésticas rotineiras e elementos de sua colaboração com Spielberg. De acordo com Denby, "o esquema de luz ligeiramente azulado (o glam-fluorescente) e as imagens da paz suburbana são uma reminiscência do humor surreal de Spielberg. Este subúrbio, no entanto, está apenas segurando a civilização". Mesmo assim, ele sentiu que a segunda metade do filme "se transforma em um previsível triângulo amoroso suburbano" e que o final foi "tão abrupto e tênue quanto um programa de TV".
Alguns jornalistas criticaram o filme pela imprecisão de sua escrita. Em sua crítica para o Metro, von Busack explicou que, embora o filme ofereça algumas dicas sobre o passado de Annie, a personagem não está totalmente desenvolvida e acha que a relação de Matthew com Joe não é muito clara. Richard Harrington, escrevendo para o The Washington Post, criticou o fato de que o filme não explica o que causou a queda de energia e que os personagens não parecem impressionados com isso. Esta imprecisão foi destacada pelo editor da Variety Ken Eisner, que reconheceu que as "lentes legais, o corte preciso e o uso mínimo de música de Koepp apóiam essa abordagem conceitual, embora exagerada", descrevendo The Trigger Effect como "uma visão desolada e altamente estilizada da civilização moderna". Janet Maslin do The New York Times concordou, afirmando que o estilo envolvente do filme "é assustador em sua própria maneira poderosa".